# 古河潤一
古河 潤一（ふるかわ じゅんいち、1968年〈昭和43年〉3月27日 - ）は、日本の実業家。古河財閥5代目古河潤之助の長男で、創業者古河市兵衛から数えて6代目の古河家当主。

## 経歴
1968年、古河財閥5代目当主である古河潤之助・典子夫妻の長男として生まれる。その後、学習院大学経済学部を卒業する。1990年（平成2年）、朝日生命保険相互会社に入社。2010年（平成22年）4月、古河林業代表取締役社長に就任する。2015年（平成27年）6月より、白銅株式会社社外取締役を務める。

## 家族
- 祖父：古河従純（西郷従徳・次男）
- 祖母：古河幸子（吉村萬治郎・長女、財閥創始者古河市兵衛・孫）
- 父：古河潤之助
- 母：古河典子（久邇宮朝融王・第5王女子）

## 古河家歴代当主
- 初代:古河市兵衛
- 2代:古河潤吉
- 3代:古河虎之助
- 4代:古河従純
- 5代:古河潤之助
- 6代:古河潤一